# 因基西河

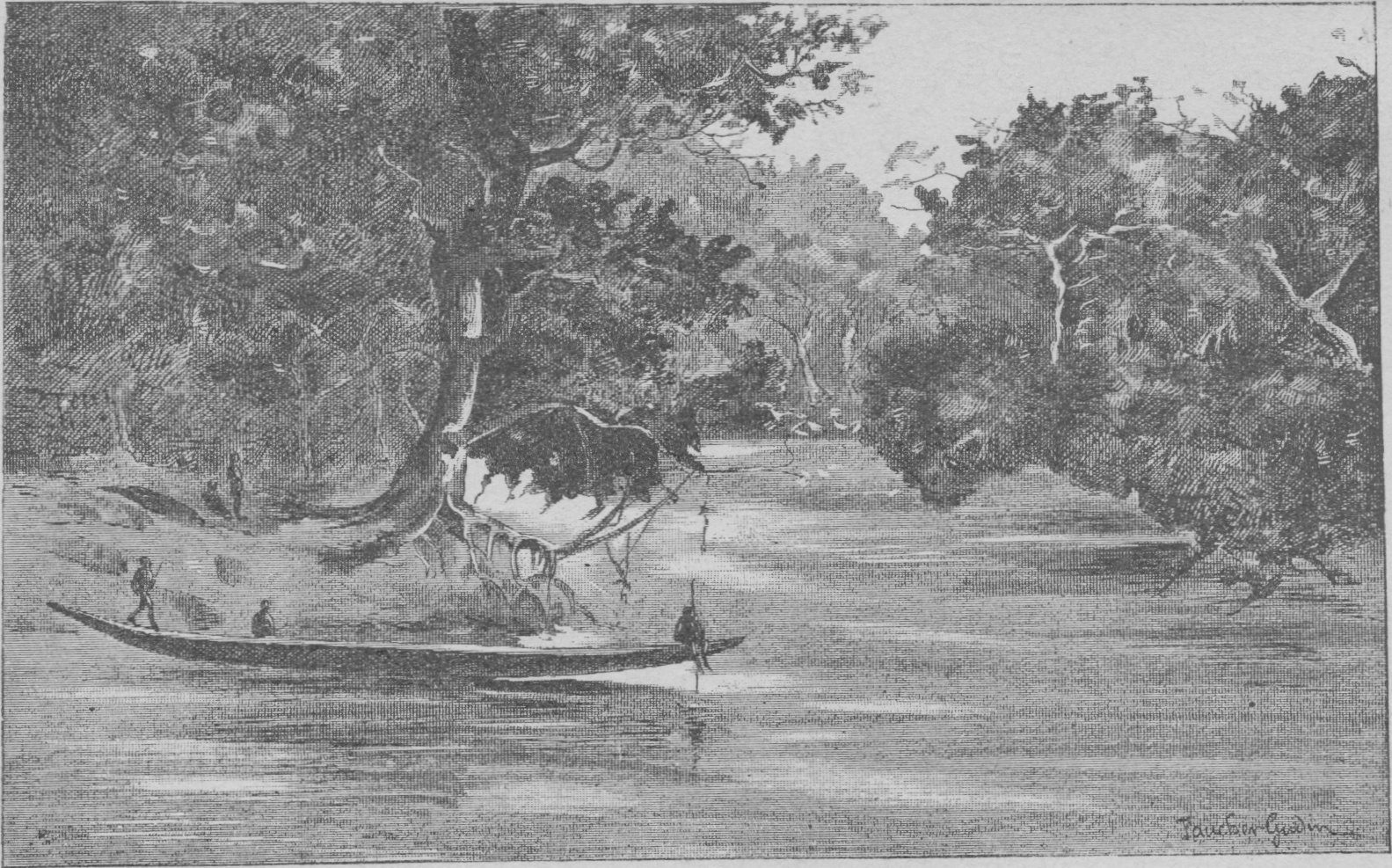
插画《渡过因基西河》，源于1890年出版的"Stanleys expedition till Emin Paschas undsättning"

因基西河（法語：Inkisi）是刚果民主共和国的河流之一。它是刚果河左岸的一大支流，位于中部非洲，全长400多千米，流经安哥拉等国。它与刚果河右岸的卢库加河(Lukuga)、卢阿马河(Luama)、埃利拉河(Elila)、乌林迪河(Ulindi)、洛瓦河(Lowa)、阿鲁维米河 (Aruwimi)、伊廷比里河(himbiri)、蒙加拉河(Mongala)、乌班吉河(Oubangi)、桑加河(Sangha)，左岸的洛马米河(Lomami)、卢隆加河(Lulonga)、鲁基河(Ruki)、开赛河(Kasai)同为刚果河的支流。

## 引用
1. ↑  世界江河数据库 （页面存档备份，存于），中国水利合作与科技网，2010年8月10日查阅。